# Prostíbulo

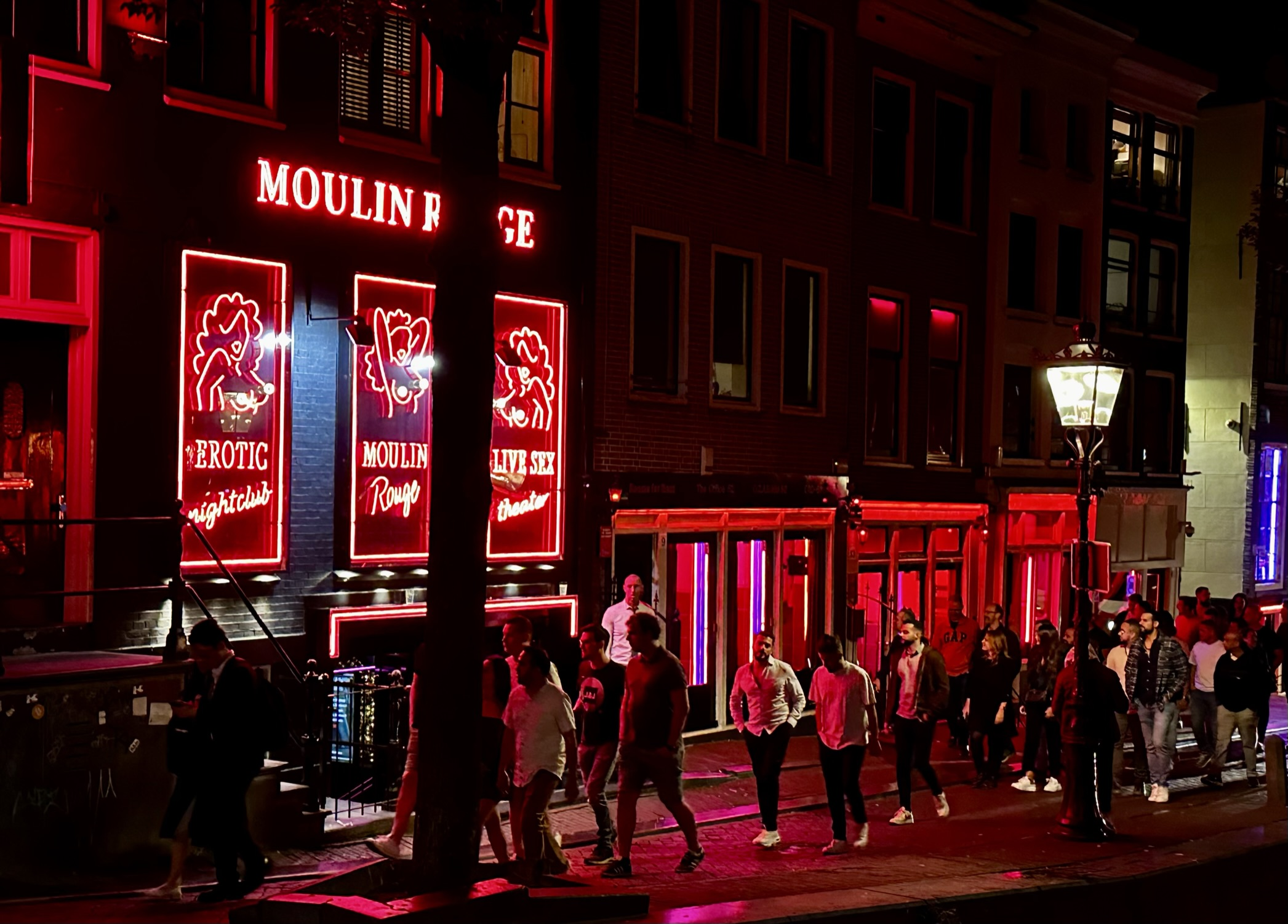
O Moulin Rouge na rua Oudezijds Achterburgwal, no distrito da luz vermelha (De Wallen) em Amsterdã.

Prostíbulo, bordel, lupanar, casa de prostituição, casa de prazeres, casa de tolerância ou, popularmente, puteiro, é um estabelecimento destinado à prostituição, o qual atua muitas vezes de forma ilegal, uma vez que tal prática é considerada crime na maioria dos países.

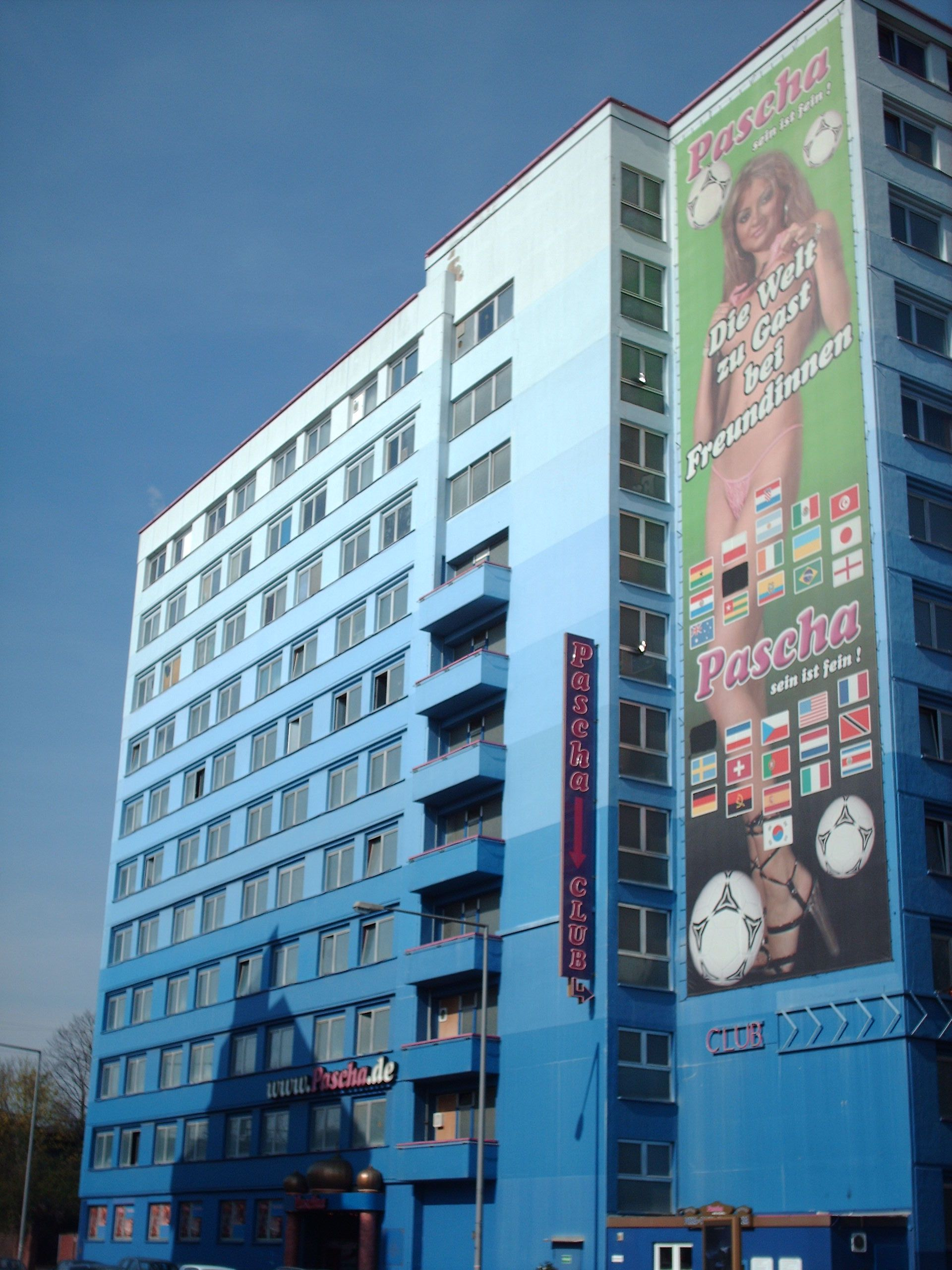
O bordel Pascha em Colônia, Alemanha, é o maior bordel da Europa. Durante a Copa do Mundo FIFA de 2006, os pôsteres tiveram as bandeiras da Arábia Saudita e do Irã cobertas de preto após protestos e ameaças.

Distingue-se a casa de alterne, embora associada também à prostituição. O alterne significa que as mulheres trabalhando nele se incumbem principalmente para incentivar os fregueses ao consumo, e elas participam do lucro da casa. O facto de envolver sexo não consta nos objetivos da casa em si, esse é um componente opcional por parte da empregada do local.
Os prostíbulos são na maioria das vezes administrados por mulheres mais velhas - via de regra ex-prostitutas - que assumem a liderança da casa de prostituição onde trabalharam ou abrem outra, com novas mulheres. As proxenetas, ou, mais popularmente cafetinas, as "matronas" ou "patroas" são em geral carinhosamente chamadas de "mãe", "mãezinha", "mãinha", "tia", "dona" etc. Quase sempre gozam de prestígio e respeito nas comunidades onde vivem.
Há muitos lugares do mundo onde os prostíbulos são legalizados, como por exemplo, alguns países do norte e da Europa Central (Holanda, Suíça, Áustria, Letônia, Alemanha, Hungria), Equador, Uruguai, Grécia, Turquia e Leste da Austrália. O estado de Nevada, nos Estados Unidos, é um grande centro de prostíbulos legalizados. No Brasil, a manutenção, por conta própria ou de terceiro, de uma casa de prostituição é um crime tipificado no Código Penal Brasileiro pelo art. 229. Mas há interpretações que dizem que, de acordo com a lei, só é crime tipificado se houver a "exploração ou vulnerabilidade", caso não tenha seria possível de ser uma atividade regular. As proxenetas e os proxenetas também são culpáveis de delito de rufianismo.

## História

### Antiguidade
A primeira menção registrada da prostituição como uma profissão aparece nos registros sumérios de ca. 2400 a.C., e descreve um templo-bordelo operado por sacerdotes sumérios na cidade de Uruk. O 'kakum' ou o templo foi dedicado à deusa Istar e abrigou três graus de mulheres. O primeiro grupo realizou-se apenas nos ritos sexuais do templo; o segundo grupo participava também dos rituais, mas atendia aos seus visitantes também; e a terceira e mais baixa classe morava nas terras do templo, mas as moças eram livres para procurar também clientes nas ruas. Em anos posteriores, a prostituição sagrada existia também na Assíria, Grécia, Roma, Índia, China, Japão e muitos outros países. Ela também é mencionada no Velho Testamento da Bíblia. Em quase todas as culturas antigas a prostituição era legalizada e regularizada, permitindo a exploração quase sempre desinibida das prostitutas escravizadas.
Prostíbulos estaduais com preços taxados existiam na antiguidade na Atenas, fundados pelo legalista e político famoso Solon. Foram concebidos principalmente para clientes masculinos, com mulheres de todas as idades e também rapazes oferecendo serviços. As prostitutas de alta categoria chamavam-se heteras e eram moças muitas vezes treinadas desde a infância no sexo, belas artes e conversação para poderem agradar da melhor forma aos clientes. Muitas não atenderam em prostíbulos, mas possuíam casas próprias. As prostitutas comuns, que enchiam os prostíbulos, eram muitas vezes escravas compradas em muitos países e meninas abandonadas por sua família, que viraram escravas até provar o contrário.

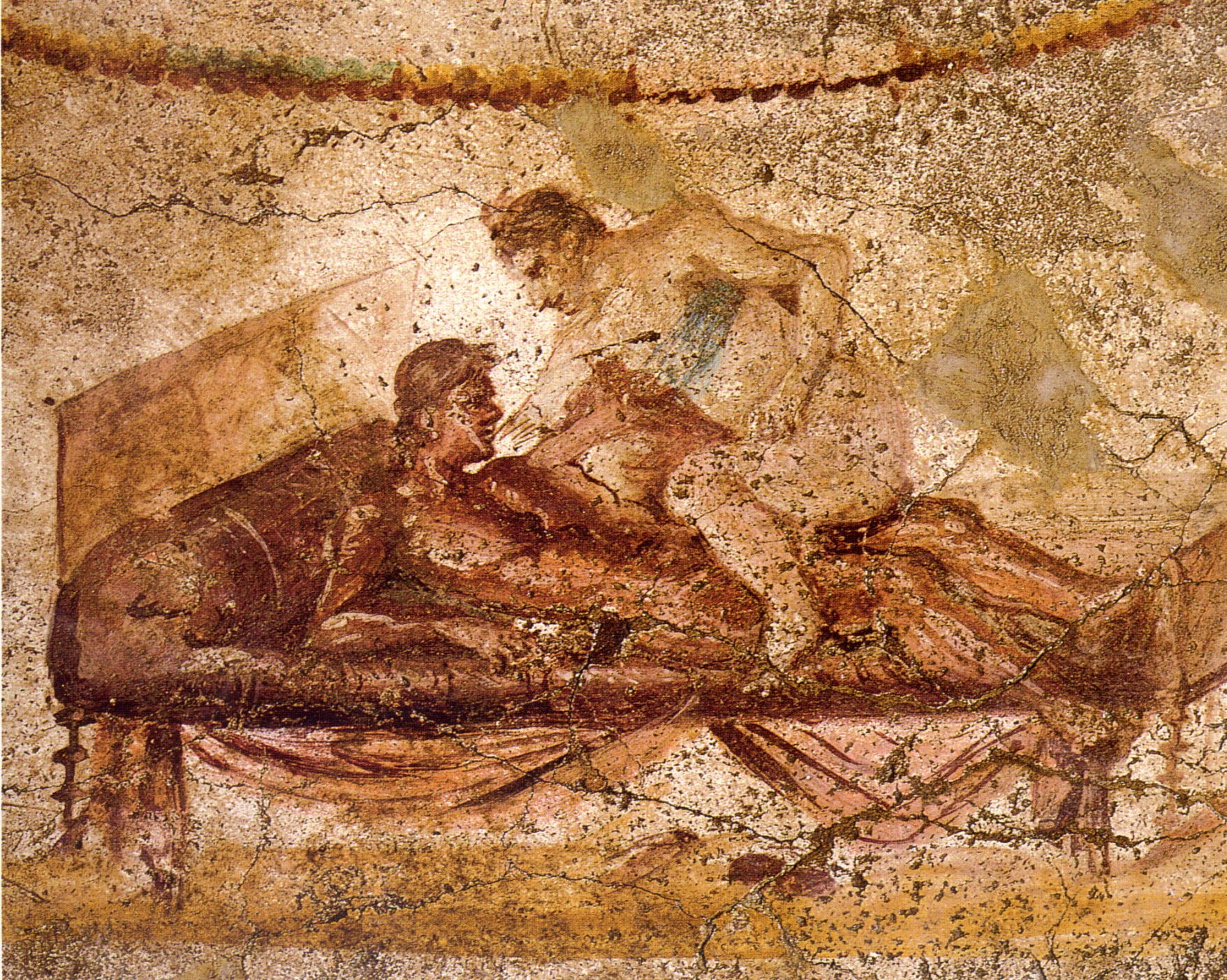
Fresco do Lupanar de Pompeia, com uma prostituta atendendo a um cliente

 Na cidade romana de Pompeia encontra se a famosa ruína do Lupanar (em latim, lit. "covil de lobas"), um sítio arqueológico de interesse particular devido às pinturas eróticas que cobrem suas paredes. O Império Romano com seu grande poder bélico capturava escravos e escravas em grande quantidade e seus comerciantes podiam com seu poder econômico comprar meninas e mulheres de todo o mundo conhecido, de várias raças es cores. Trancar escravas como prostitutas forçadas nos prostíbulos teve muitas vantagens para os donos, porque escravos podiam ser explorados legalmente de todas as formas, e sobretudo uma prostituta não podia esperar por ajuda ou piedade de ninguém por pior que seriam as torturas aplicadas nelas. Destarte, elas foram treinadas sem dó e obrigadas a submissão absoluta e a aceitarem todas as formas de abuso e a cumprirem todos os desejos. Vasos antigos mostram muitas vezes cenas eróticas, e, entre outras, se encontram cenas com prostitutas com clientes ou donos não satisfeitos que batem nelas com sandálias ou varas. Escravidão, prostituição, proxenetismo e o uso de escravas como prostitutas forçadas eram permitidas, legalizadas e regularizadas, e o governo fazia tudo para ajudar aos donos manterem seus direitos e poderes sobre suas escravas, que eram sua propriedade legal e não possuíam direitos por serem escravas e, além disso, prostitutas e quase sempre estrangeiras.
Segundo uma lei do Imperador Augusto mulheres adúlteras podiam ser condenadas a virarem prostitutas forçadas. Em vez de lotar cárceis em prejuízo do governo ou serem mortas elas contribuíam, desta maneira, para o bem da sociedade e mais verbas para o governo. Essa lei foi abolida pelo primeiro imperador cristão Teodósio. Nas perseguições a cristãos dos primeiros três séculos moças cristãs foram trancadas nos prostíbulos. Seu "amor à castidade, que resplandecia nos rostos das virgens cristãs, instigou os romanos, para as punir da sua crença, a inventar um novo suplício: condenaram-nas por um édito para serem prostituídas".

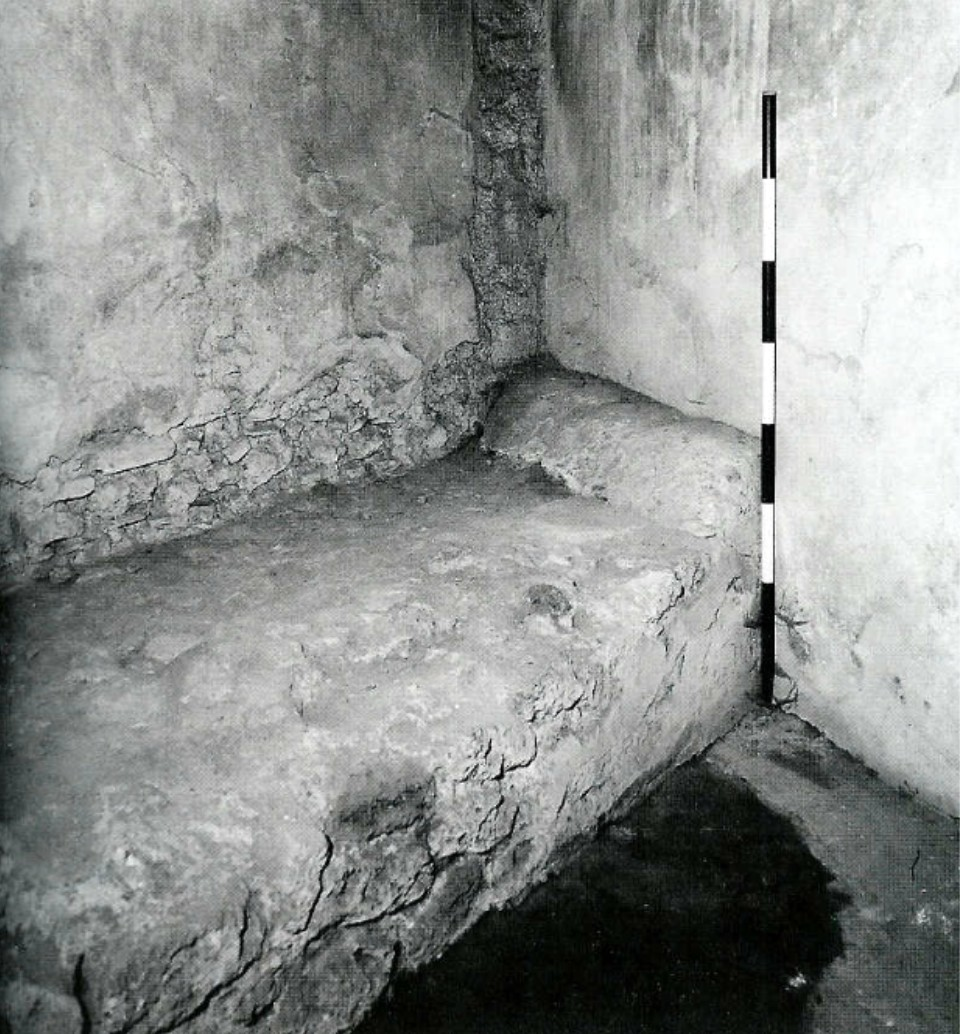
Construção sólida como base da cama no Lupanar de Pompeia

Prostíbulos em Roma são bem conhecidos pela literatura da época, listas e evidências arqueológicas. Um prostíbulo era normalmente chamado de lupanar, em latim, lupanário (lupanarium), isto é, cova de loba, sendo uma lupa uma loba ou prostituta. Eles encontraram-se em todas as 14 regiões da Roma antiga.
Muitos prostíbulos foram também chamados de fornix, um termo para um espação geral para um lugar abobadado ou porão de uma casa. Estes prostíbulos baratos foram descritos como muito sujos, mal-cheirosos e mal ventilados. Seneca escreveu "você cheira ainda da catinga do prostíbulo". Mas as vantagens eram que era mais difícil para as escravas prostituídas fugirem, elas podiam ser encadeadas e seguradas nas paredes grossas, e não acomodavam transeuntes com ruídos na copulação nem com gritos quando açoitadas e torturadas.
As casas licenciadas existiam de duas formas: sob tutela de um proxeneta ou de uma cafetina (em latim leno ou lena), e casas com quartos alugados a prostitutas. No primeiro caso, o proxeneta e dono colocava muitas vezes um "secretário" (villicus puellarum) para cuidar das meninas. Este taxava as meninas, deu-les "nomes de guerra", definiu os preços, cobrou as taxas e forneceu roupas, comida e outros produtos necessários.
As pinturas e mosaicos murais eram consentâneos com o ambiente: cenas eróticas. Na porta de cada cela teve uma tabuleta com o nome da prostituta e seu preço, e no reverso estava escrito occupata (ocupada), como funciona até hoje em banheiros públicos. Plautus chama uma casa de "menos rigorosa" para com as prostitutas, se era permitida, de vez em quando, que uma prostituta arrasada pelo excesso da labuta e da falta de sono pudesse colocar "ocupada" na porta para fazer uma pausa." A cela geralmente continha uma lâmpada de bronze ou, nos estabelecimentos inferiores, de argila, uma palete ou uma enxerga de algum tipo, sobre a qual se espalhava uma manta ou colcha, esta sendo às vezes empregada como cortina.
Os métodos anticoncepcionais, na época, eram menos seguros, e por isso prostitutas engravidavam frequentemente. Nos prostíbulos, abortos e infanticídios eram comuns, e ao redor das ruínas deles acham-se muitas vezes restos de cemitérios com prostitutas, que morriam no serviço, e bebês. Para bebês do sexo feminino as chances de sobrevivência eram melhores, porque alguns proxenetas incumbiram-se a criá-las para empregá-las como prostitutas. Na Roma não precisava esperar até a menina entrar pelo menos na puberdade, porque a demanda por prostitutas infantis era também grande e completamente legal, desde que foram estrangeiras, escravas, cativas ou outras pessoas sem direitos.

### Europa

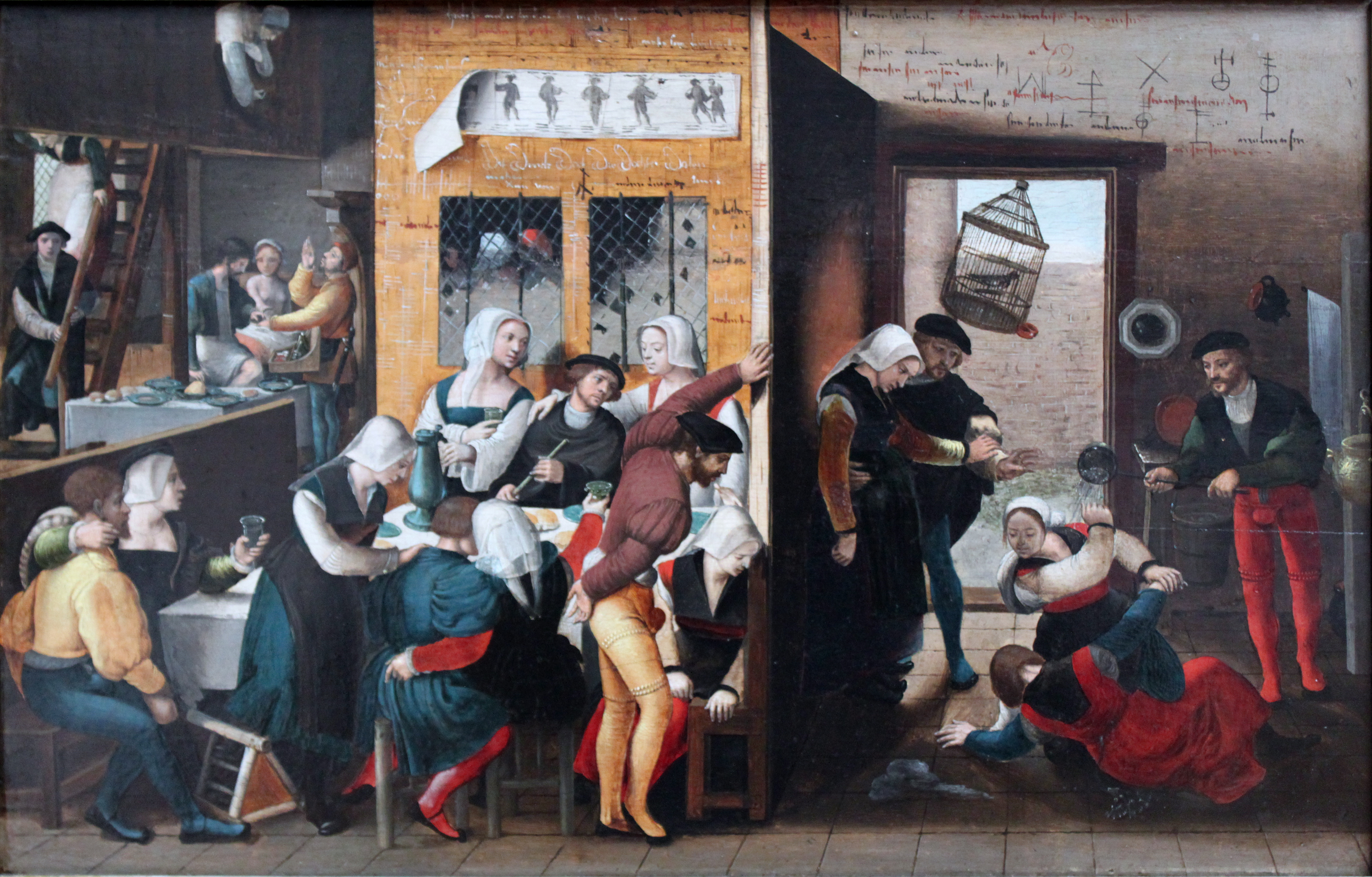
Brothel scene; Brunswick Monogrammist, 1537; Gemäldegalerie, Berlim

Os primeiros na Europa ocidental, que regularizavam prostíbulos e a prostituição após longos séculos de abolição por razões religiosas do cristianismo católico, foram a Inglaterra do rei Henrique II e o Leão sob o rei Afonso IX. No entanto, ao contrário da antiga Roma os governantes cristãos ocupavam-se com o bem-estar das prostitutas e proibiram a prostituição forçada. As primeiras cidades europeias ocidentais, depois do fim do império romano, recomeçaram entre 1350 e 1450 a oferecerem prostitutas em prostíbulos municipais. Prefeituras, príncipes e até bispos que possuíam territórios próprios, viraram donos de prostíbulos, conseguindo de uma vez três benefícios: direitos, legalização e proteção para as prostitutas, abastecimento da população com prostitutas e um bom lucro que aumentava as verbas do governo. Outros governos liberavam certas zonas para a prostituição, onde investidores podiam construir prostíbulos e taverneiros ofereciam garotas. Muitas vezes era proibido abrir os prostíbulos em dias festivos ou durante a missa, para possibilitar as prostitutas participarem da missa e não desviar os homens do caminho à igreja. Muitas vezes certas pessoas como clérigos, judeus ou, em certos casos, todos os homens casados foram impedidos a frequentarem os prostíbulos.

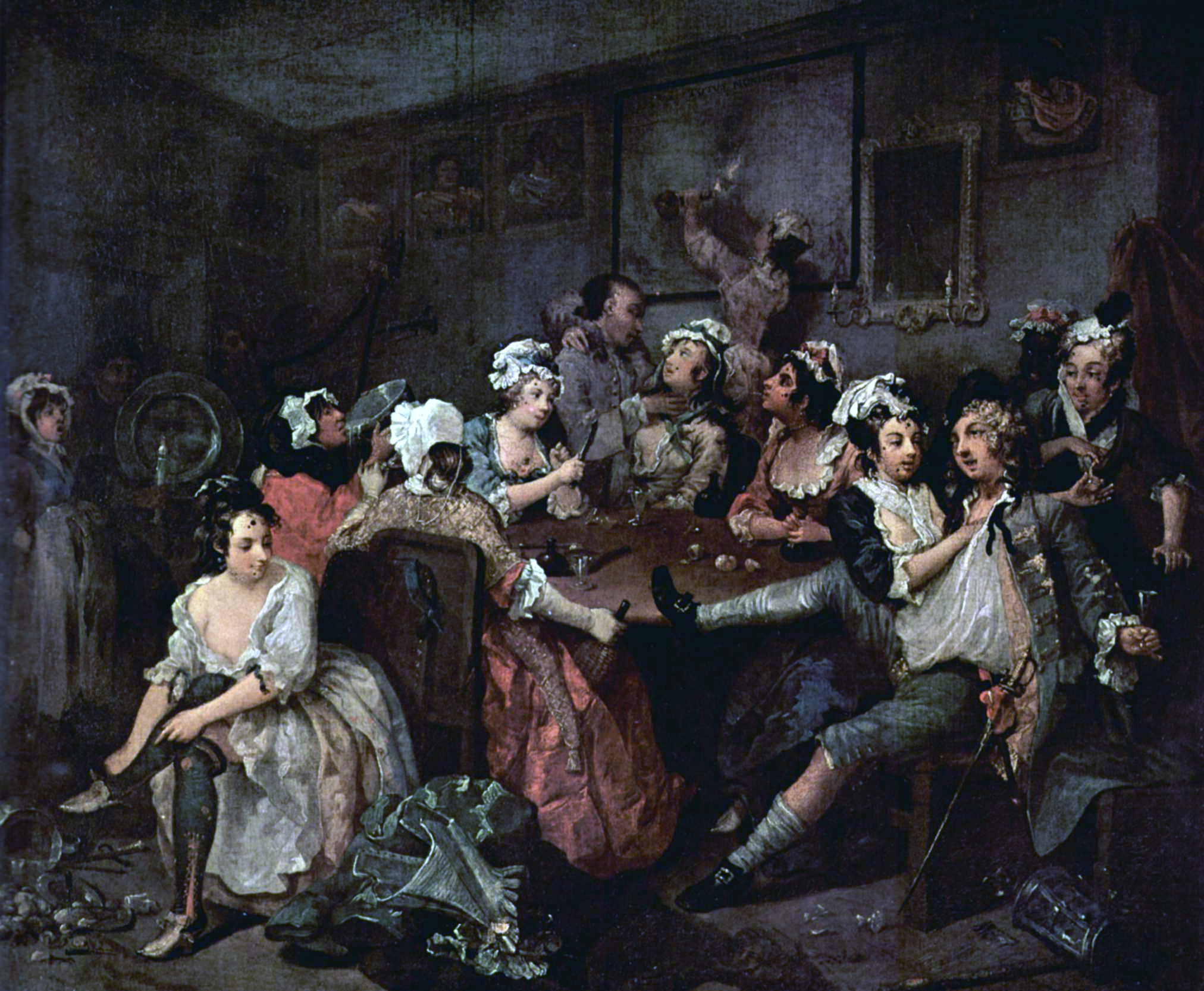
A cena no lupanar da série A Rake's Progress (A carreira de um patife) by William Hogarth, 1735

Com o tempo muitas outras leis regulavam prostíbulos, prostituição e os direitos e deveres das prostitutas, entre elas restrições de vestimenta para as prostitutas se distinguirem claramente das mulheres "honestas", mas ao outro lado a prostituição chegou, em alguns lugares, a ser reconhecida como profissão ordinária, até com o direito de formar guildas como marceneiros, pedreiros, ourives e outros artesãos, em outros casos prostitutas e proxenetas estavam em uma guilda juntos com barbeiros ou "Bader", as pessoas que tomavam conto de um banho público medieval, e muitas vezes uma barbearia ou um banho público empregou também prostitutas, assumindo também a função de prostíbulo.
Por causa das grandes epidemias com doenças sexualmente transmissíveis como a sífilis a partir do início do século XVI a polémica contra prostíbulos e também contra casas de banho ganhou novas forças e levou, na reação exagerada dos povos, em muitos lugares não só ao fechamento de prostíbulos e casas de banho, mas também ao evitamento de qualquer contato com água, levando uma vida sem jamais tomar banho, à supressão do sexo, da nudez e da mulher em si. O corpo da mulher era o símbolo da lascívia e do pecado e foi banido de muitos lugares; e em última consequência foi também combatido indiretamente na perseguição das supostas bruxas.

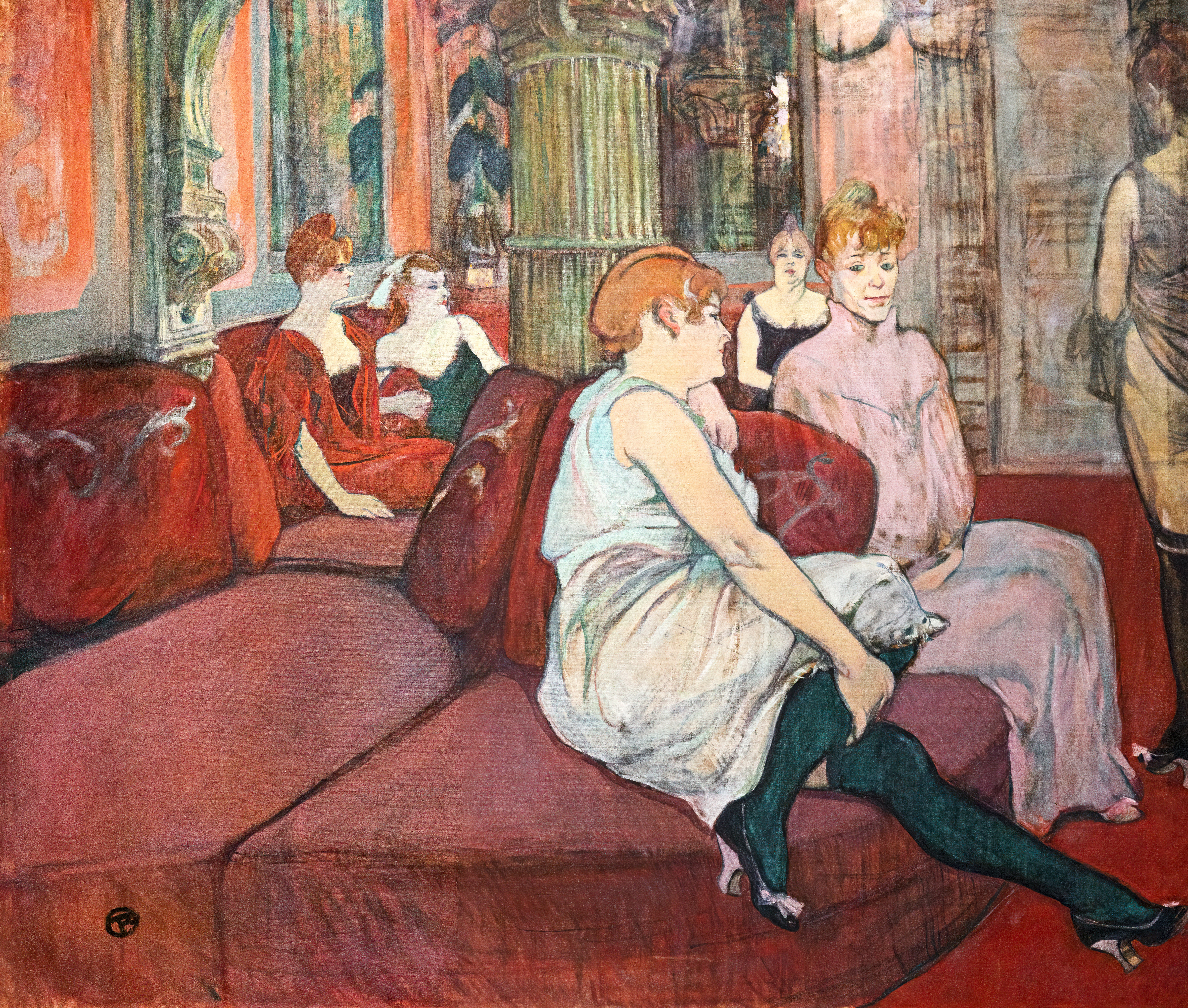
No "Salão" da Rua des Moulins, Paris, França, pintura de Henri de Toulouse-Lautrec

A partir do século XII, em Londres, Inglaterra, os prostíbulos foram limitados a certo distrito chamado Liberty of the Clink. Um "liberty" é uma região livre da supervisão do rei, onde estes direitos são exercidos por outra pessoa. A região já não pertencia à jurisdição de Londres, mas à do bispo de Winchester, que usufruía então direitos e regalias reais. Com esse poder ele deu licenças para prostíbulos e prostitutas, assim como, mais tarde, para outros estabelecimentos de divertimento, entre eles teatros famosos como o Globe Theatre, conhecido pelos trabalhos de William Shakespeare. Por isso, Winchester Goose (Ganso de Winchester) é um sinónimo de puta. Porém, as mulheres trabalhando nesse ramo foram banidos dos cemitérios e enterrados no cemitério Cross Bones, que era um cemitério não sagrado. Entre os clientes foram até reis. Um prostíbulo famoso foi o Holland's Leaguer, que deu o nome à rua, onde fora situada, e a uma peça de teatro Carlos I de Inglaterra deu licenças a um grande número de prostíbulos, inclusive o famoso Silver Cross Tavern em Londres, que existe até hoje e, alegando a licença antiga, pretende ser o único prostíbulo legal da Inglaterra.

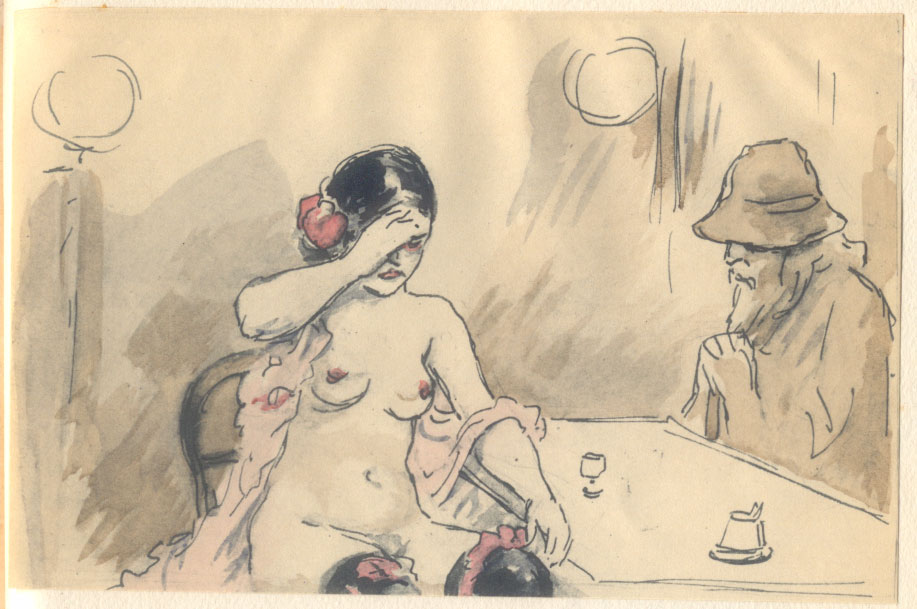
Prostituta jovem conversa em um prostíbulo em Paris

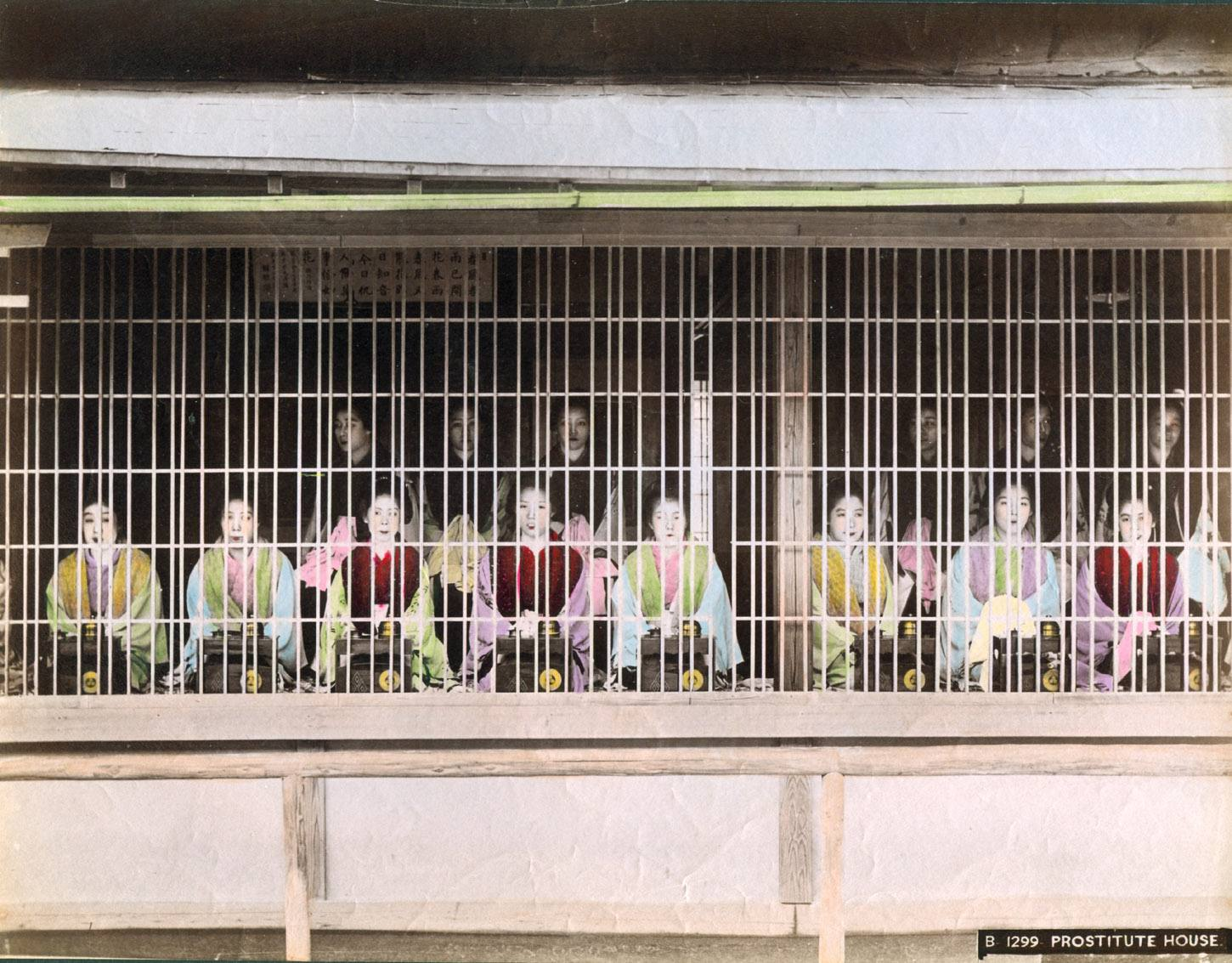
Prostíbulo no Japão

As autoridades do Paris medieval seguiam o mesmo caminho e confinaram os prostíbulos a certos distritos. Luís IX (r. 1226–1270) designou nove ruas em Beaubourg no 4.º arrondissement de Paris, um dos vinte distritos de Paris. No início do século XIX apareciam em várias cidades francesas os primeiros prostíbulos controlados pelo governo, conhecidos como "maisons de tolérance" ou "maisons closes". Pela lei, a chefe havia que ser uma mulher, e na maioria das vezes foi uma ex-prostituta que provou sua habilidade e ganhara a confiança dos cafetões e outros poderosos no comércio com o sexo. A fachada do prédio havia que ser discreta, e quando a casa estava aberta, havia que sinalizá-lo com uma lanterna vermelha acesa; por isso até hoje tais zonas se chamam através da luz vermelha: por exemplo no inglês "red-light district" (distrito da luz vermelha). Outros países seguiam o exemplo, no Japão, por exemplo, a primeira zona foi estabelecida em 1617, mas a leis alternavam em muitos países entre proibição e legalização.

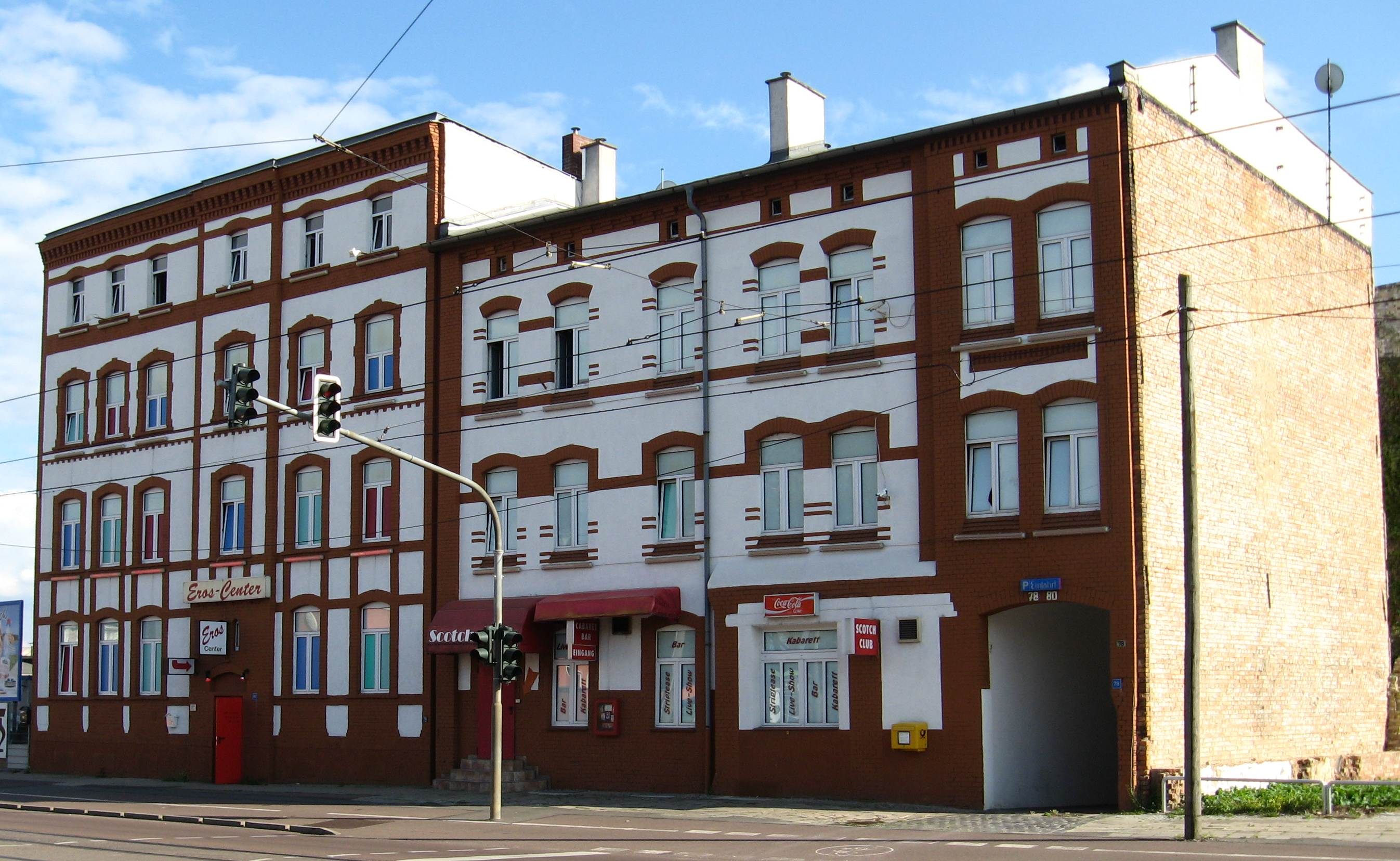
Grande prostíbulo em Halle, Alemanha

No ano 1810 Paris teve 180 prostíbulos oficialmente registrados. As prostitutas eram registradas e recebiam um carimbo na certidão que lhes permitia a trabalhar como prostituta. Claro que com tal carimbo era lhes quase impossível candidatar-se para outro emprego para poder escapar da prostituição. Além disso, as prostitutas podiam sair dos prostíbulos somente em certos dias e acompanhadas por suas chefes. Tais leis implicavam uma grande dependência das garotas de suas chefes, e deu a estas - e através delas a cafetões e todo o sistema de aproveitadores - um grande poder sobre as mulheres. Eles podiam, destarte, explorar as mulheres sem dó e sob proteção do governo e da polícia, e assim os prostíbulos prosperavam como nunca antes. Paris virou famosa pela luxúria, o luxo e a grande qualidade e submissão de suas prostitutas. Ainda até a segunda guerra mundial o governo francês chegou a levar políticos estrangeiros e outros convidados do governo para conhecerem as maravilhas dos prostíbulos franceses, dando um destaque aos prostíbulos de luxo le Chabanais e le Sphinx. No programa oficial de uma viagem tais visitas foram chamadas discretamente "visita com o Presidente do Senado". O Hotel Marigny, estabelecido em 1917 no segundo "arrondissement" (distrito) de Paris, era o mais conhecido para clientes homosexuais. No entanto, frequentes investigações da polícia em prostíbulos para homosexuais mostravam uma tolerância menor para esse lado do comércio prostitutivo.

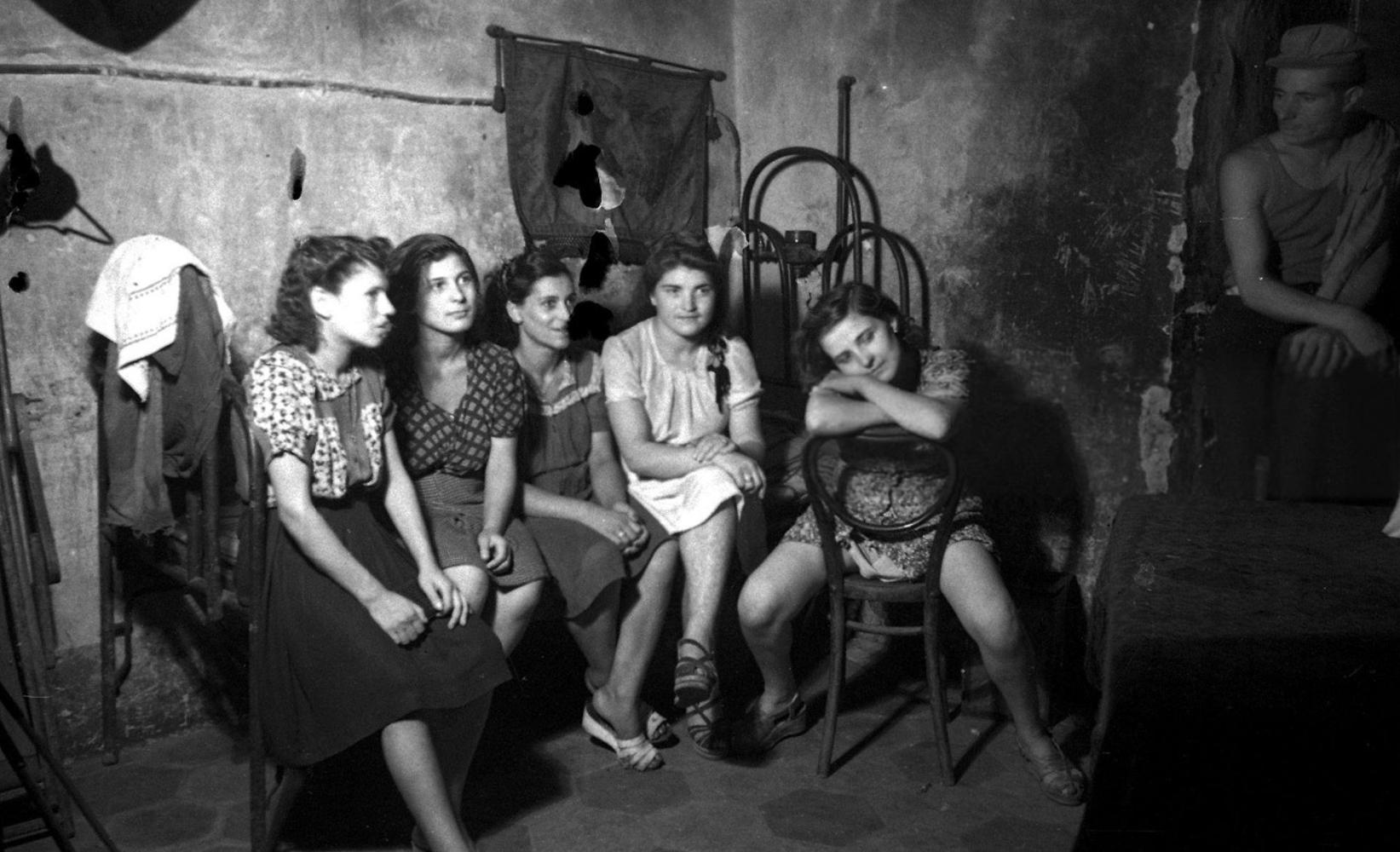
Interior de um prostíbulo em Nápoles, Itália, 1945

Durante a segunda guerra mundial os nazistas confiscavam nos países conquistados muitos prostíbulos para as tropas do exército, funcionários e aliados. Também fundavam prostíbulos para o exército e para outras finalidades, e até nos campos de concentração fundaram prostíbulos de alta categoria para os vigilantes e de baixa categoria para os presos, que colaboravam com os nazistas e recebiam como prêmio o direito de abusar das cativas trancadas nos prostíbulos. Prevaleceu a prostituição forçada, mas também tinha muitas cativas, que optavam por prostituir-se para os nazistas para não serem mortas de fome ou de violência. Judias eram interditadas para virarem prostitutas para os vigilantes, porque segundo a ideologia racial nazista um alemão da "raça ariana" não podia ter relação com uma judia, da maneira que as jovens judaicas, mesmo as mais bonitas, ficavam normalmente só para presos não arianos. Também os outros exércitos abasteciam suas tropas com prostíbulos. Quem se destacou de longe, também em relação com os nazistas, eram os japoneses, que forçavam milhares de meninas das regiões ocupadas para virarem mulheres de conforto. Em consequência, depois da guerra, prostíbulos viraram ilegais em muitos países da Europa. Na França o aconteceu já em 1946 depois de uma campanha da vereadora e ex-prostituta Marthe Richard apontando a colaboração de muitos prostíbulos com os nazistas.
Itália, por sua vez, declarou os prostíbulos ilegais em 1959; em consequência as estradas estão cheias de prostitutas: mulheres e meninas de países pobres, muitas vezes vítimas do tráfico de mulheres. Ao lado dos prostíbulos legais existem sempre também prostíbulos clandestinos, como os que imigrantes muçulmanos fundam e frequentam para não se mexerem com homens de outras religiões, manterem as regras do islã e treinarem as meninas para submissão absoluta. Na Alemanha tais casas são chamados vulgarmente de "Türkenpuff" (Puteiro dos turcos). Já que esses prostíbulos não são registrados nem públicos e só conhecidos pela propaganda de boca em boca, a polícia não consegue fiscalizá-los o que garante aos donos a exploração desinibida das mulheres e meninas cativas nestes prostíbulos. Na Alemanha e países avizinhados é comum ameaçar uma prostituta insubmissa: "Se você não obedecer vou te vender a um puteiro dos turcos".

### Brasil

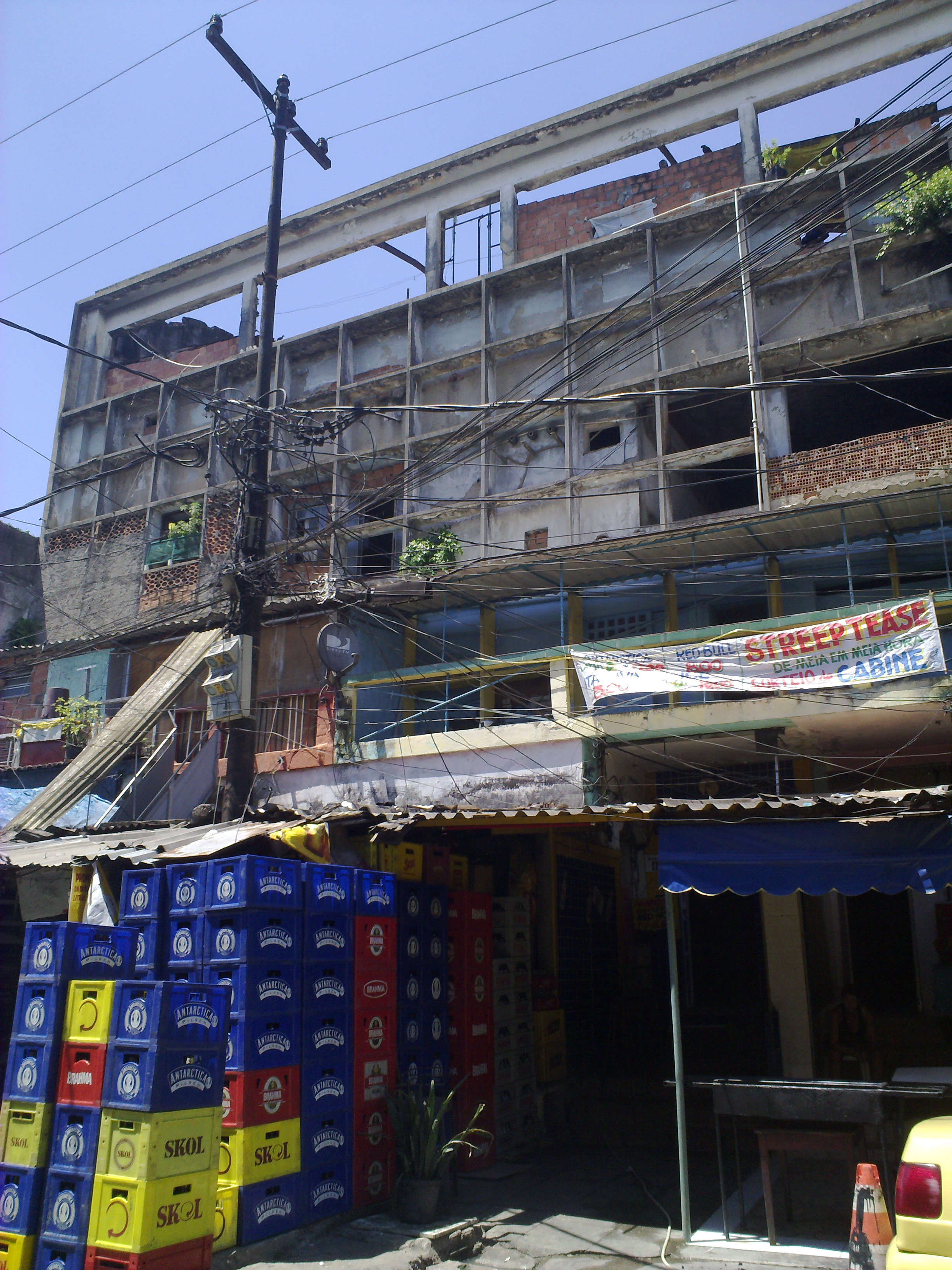
Entrada de um dos prostíbulos da Vila Mimosa, Rio de Janeiro. Salas para prática sexual no topo, podendo ler-se “de meia em meia hora”

No Brasil, durante o século XIX, muitos antigos sobrados da época patriarcal foram transformados em prostíbulos. Além de mulheres e meninas pobres traficadas da Europa e brasileiras voluntárias qualquer um podia comprar escravas e obrigá-las a tudo, entre outros a se prostituírem, e ele tinha o poder ilimitado sobre o corpo das escravas que lhe permitia a torturá-las até concederem toda a devida atenção e submissão que queria para poder explorá-la da melhor forma. O tempo de ouro para os prostíbulos chegou, porém, depois da abolição, porque milhares de negras e mulatas habituadas com a promiscuidade e a submissão sexual tiveram que procurar um sustento, e traficantes e cafetões importavam cada vez mais meninas do Leste da Europa e outras regiões sob promessas falsas, principalmente judias do leste da Europa, albanesas, mulheres e garotas do Império Habsburgo, mas também francesas e italianas para os homens com melhor poder aquisitivo. Dessa época tratam muitos livros do escritor Jorge Amado, retratando muitas prostitutas e descrevendo a vida nos prostíbulos. Chegou ao auge em 1930, quando os prostíbulos do Rio de Janeiro eram famosos no mundo inteiro; o bordel Casa Rosa é hoje um centro de cultura. Além disso existiam e existem prostíbulos clandestinos improvisados em regiões subdesenvolvidos como para garimpeiros na Amazônia, em que meninas e mulheres de famílias pobres do Nordeste e outras regiões trabalham e são exploradas ilegalmente, mas muitas vezes com conivência de autoridades locais, tema abordado corajosamente no filme Anjos do sol.
Durante os anos 1970, em cidades como São Paulo e Rio de Janeiro, estabelecimentos como boates, casas de massagem e cabarés tornaram-se pontos estratégicos da prostituição, atraindo desde empresários até políticos e turistas. Em São Paulo, a chamada "boca do luxo" concentrava casas como La Licorne, Vagão, Teleco Teco da Paróquia e Catedral do Samba, onde prostitutas atendiam uma clientela disposta a pagar altos valores por serviços exclusivos. O funcionamento desses espaços envolvia uma rede de interesses que com porteiros, garçons, seguranças e até policiais. Apesar de a prostituição em si não ser ilegal no Brasil, o lenocínio e a exploração da atividade eram criminalizados pelo Código Penal. Com o passar das décadas, os prostíbulos passaram por mudanças, influenciados por fatores como repressão policial, transformações econômicas e o impacto da epidemia de aids nos anos 1980, que reduziu a frequência nesses estabelecimentos e impulsionou a migração da prostituição para formatos mais discretos, como encontros particulares e serviços intermediados por telefone. A partir dos anos 1990, a ascensão da internet possibilitou novas dinâmicas, diminuindo a dependência dos prostíbulos tradicionais e levando à proliferação de casas de massagem e espaços privados que ofereciam serviços sob disfarces legais.

### Estados Unidos

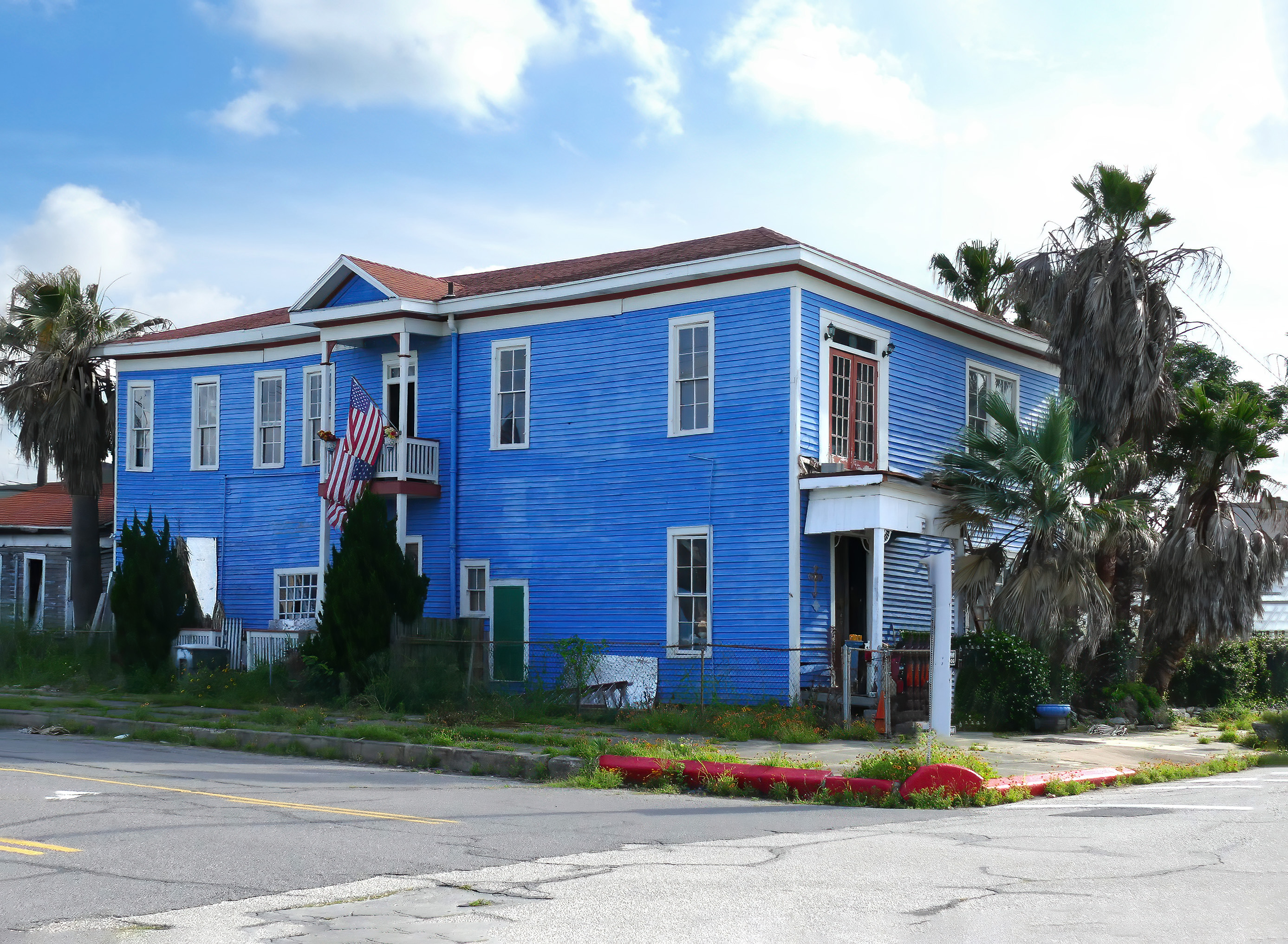
Último exemplo de um bordel da época de liberalidade em Galveston

De 1911 a 1913, o Departamento de Justiça dos Estados Unidos contou o número de prostitutas em bordéis para usar os dados contra o temido "Tráfico de Escravas Brancas". Esse esforço coletou informações de 318 cidades em 26 estados do leste. Estimou-se que cerca de 100.000 mulheres trabalhavam em bordéis, embora algumas estimativas apontassem para um total de até 500.000 prostitutas.
Durante o final do século XIX, os bordéis nos Estados Unidos não eram segredo. George Kneeland expressou sua crescente preocupação com o comércio sexual organizado na América, afirmando que a prostituição havia se tornado um "negócio altamente comercializado e lucrativo que penetrava nos recantos mais profundos da vida política, cultural e econômica da cidade". Bordéis eram frequentemente chamados de "casas desordeiras", e suas residentes recebiam diversos nomes, alguns eufemísticos—por exemplo, mulher abandonada, boa daisy, anjo caído, fille de joie, pássaro joia, dama da noite, senhora sombria, pomba manchada, mulher devassa e mulher da cidade—e outros menos gentis—como hooker, vadia e prostituta. À medida que o século XIX avançava, a prostituição como profissão tornou-se mais comum, deixando de ser apenas uma atividade ocasional. Como resultado dessas mudanças, a maneira como a prostituição era praticada também mudou. Muitas prostitutas ainda trabalhavam de forma independente, mas a nova classe de prostitutas profissionais criou uma demanda por locais específicos para exercer regularmente sua atividade, e o bordel atendeu a essa necessidade.
Os visitantes podiam encontrar facilmente as casas desordeiras consultando diretórios locais ou estaduais, como o Travelers' Guide of Colorado de 1895. Esse manual de 66 páginas ajudava os clientes interessados a escolher o bordel mais adequado para eles. Esses guias não usavam linguagem eufemística para atrair clientes e, embora ousados para os padrões da época, não eram vulgares. Alguns exemplos diziam: "Vinte jovens senhoritas entretêm os convidados todas as noites" e "Estrangeiros cordialmente bem-vindos". Em algumas áreas, os bordéis eram tão presentes que não podiam ser ignorados. Uma autoridade do século XIX descreveu a cidade de Nova Orleans assim: "A extensão da devassidão e da prostituição aqui é verdadeiramente chocante e, sem dúvida, sem paralelo em todo o mundo civilizado. A indulgência e a prática são tão gerais e comuns que os homens raramente tentam esconder seus atos ou agir disfarçados."
A casa média abrigava de cinco a vinte mulheres trabalhadoras; alguns bordéis de alto padrão também empregavam criados, músicos e um segurança. O bordel típico continha vários quartos, todos mobiliados. Alguns bordéis sofisticados eram muito maiores, como o de Mary Ann Hall em Arlington, Virgínia. Ele é descrito como "uma casa bastante grandiosa com vinte e cinco quartos, cercada por um muro de tijolos. O interior era elegantemente decorado. Os principais cômodos no primeiro andar continham grandes pinturas a óleo, tapetes de Bruxelas, móveis de veludo vermelho para salão, étagères (prateleiras para pequenos ornamentos) e vários itens de prata."
Uma escavação arqueológica na área externa da propriedade de Mary Ann Hall revelou restos de qualidade superior aos das áreas operárias vizinhas. Entre os achados estavam muitas garrafas e rolhas de champanhe, gaiolas de arame dessas garrafas, frascos de perfume, porcelana de alta qualidade com bordas douradas e vestígios de alimentos exóticos—cascas de coco, sementes de frutas vermelhas e ossos de carne bovina, peixe e porco—indicando que refeições sofisticadas eram servidas nesse bordel de luxo. Esses "salões de cinco e dez dólares" atraíam homens ricos, que usavam as instalações como um clube social masculino, onde faziam conexões comerciais e políticas, encontravam associados e desfrutavam de jantares requintados com vinho, champanhe e mulheres.
Os bordéis não eram apenas para os ricos. As "casas de um dólar" eram frequentadas pela classe trabalhadora. Um relatório sobre vícios no Kansas, de 1910, comparava os dois tipos: "Alguns bordéis eram equipados com móveis e decorações luxuosas, incluindo as melhores cadeiras estofadas, pinturas bem-feitas e tapetes caros, enquanto outros eram casebres de miséria repulsiva."
Mulheres de todas as origens ingressavam nos bordéis. A idade média de uma prostituta era cerca de 21 anos, mas algumas tinham apenas 13 anos ou chegavam aos 50. Embora normalmente vistas como um refúgio para jovens pobres e problemáticas, as casas de prostituição às vezes atraíam mulheres inesperadas. Músicas e cantoras treinadas eram seduzidas pelo dinheiro fácil e pela diversão. Outras recorriam aos bordéis para fugir de casamentos tediosos, abusivos ou insatisfatórios. Apesar da diversidade de classes, etnias e idades, a maioria das mulheres que começava ou entrava em bordéis tinha um objetivo comum: dinheiro rápido.Muitas mulheres acabavam sempre endividadas com suas patroas. A falta de crédito impedia uma prostituta de comprar itens essenciais para seu ofício (pó, cosméticos, perfumes e vestidos de noite), forçando-a a adquiri-los por meio da madame.
Algumas madames, muitas vezes ex-prostitutas, conseguiram se tornar independentes financeiramente. Um exemplo foi Mary Ann Hall, de Arlington, Virgínia. Atraente e uma excelente mulher de negócios, Mary Ann comprou um terreno e construiu uma casa de tijolos, que serviria como bordel de luxo por mais 40 anos, localizada ao pé do Capitol Hill. Seu bordel foi extremamente lucrativo, permitindo-lhe comprar vários escravizados e uma casa de veraneio. Ela era responsável pelo comportamento de suas prostitutas, o que podia ser desafiador, pois o uso de drogas era comum. As madames focavam em manter seus negócios discretos e em boas relações com a lei, o que faziam contribuindo com dinheiro para organizações de caridade, escolas e igrejas.
Apesar desses esforços, grande parte do lucro ainda era destinada ao pagamento de multas e taxas legais, já que a prostituição era amplamente ilegal. O pagamento pontual dessas multas geralmente garantia que a madame pudesse continuar operando sem medo de ser fechada. Além disso, os bordéis eram obrigados a pagar aluguéis significativamente mais altos do que outros estabelecimentos. Outro bordel sofisticado foi o Big Brick, em Charleston, Carolina do Sul, construído e administrado por Grace Peixotto, filha do reverendo Solomon Cohen Peixotto e proprietária do bordel mais infame da história da cidade.
A madame estava diretamente envolvida na administração do bordel, o que exigia habilidades de gestão. Era necessário garantir o fornecimento e preparo regular de alimentos, manter a limpeza do estabelecimento — incluindo a troca frequente de lençóis — e manter um estoque de vinhos e licores para a clientela. Como chefe do bordel, a madame contratava e demitia empregadas, criados e prostitutas. Os clientes desejavam sempre novos rostos, o que levava as madames a recrutar constantemente novas mulheres. Às vezes, isso significava aceitar uma mulher menos desejada, mas jovem e atraente. A nova prostituta recebia treinamento, cosméticos e roupas da madame. Uma prostituta de Kansas City relatou que não conseguia igualar o comportamento e vestimenta exigidos no famoso Ice Palace, em Chicago.
As chamadas "casas desordeiras" ou qualquer outra moradia usada para prostituição ou atos libidinosos no início do século XX eram ilegais, com algumas exceções: os estados do Arkansas, Kentucky, Louisiana, Novo México e Carolina do Sul. As penalidades variavam de multas de até US$1.000 e tempo de prisão a punições menores.

### África
Na África existem prostíbulos enormes em Nigéria, África do Sul e muitos outros países. A pobreza, as guerras civís, a posição baixa da mulher, a tradição da escravidão e a falta de controle por causa de governos ausentes, fracos, coniventes e corruptos permitem a existência de casas com, às vezes, centenas de mulheres e meninas mesmo em países que, pela lei, não permitem prostíbulos. Quase sem direitos e sem ajuda da polícia as meninas podem ser exploradas e traficadas livremente e sofrem de muita violência, sobretudo do lado de clientes. Os prostíbulos das categorias mais baixas, chamadas em certas regiões de "bushbir" são destinados para homens com pequeno poder aquisitivo e cheios de meninas extremamente carentes e tão baratas, que hão de atender dia a noite a, às vezes, mais de cem homens por dia e nem têm como se levantar e limpar enter um programa e outro.
Milhões de escravos africanos foram levados para outros países, e milhões de meninas africanas foram vendidas a prostíbulos, mas também existe o contrário. Desde a época dos romanos comerciantes levaram meninas e mulheres brancas para a África, sobretudo dos povos eslavos. Na época medieval comerciantes turcos e outros do Império Otomano, normandos, piratas e outros abasteciam a África com cativas, escravas e prostitutas brancas, que serviam em prostíbulos como delícia exótica para clientes ricos e para chamar atenção. Corsários muçulmanos chegaram até a Islândia em busca de pessoas indefesas, que podiam assaltar e capturar para vendê-las como escravos. Uma prostituta branca garante a um prostíbulo africano sempre maior sucesso. Desde os anos 80 as máfias russas e turcas levam novamente mais brancas para os prostíbulos africanos e países árabes. A maioria delas são prostitutas que já faziam programa por muitos anos e perderam seu valor para o mercado europeu, mas rendem ainda um preço razoável na África. Se jovens brancas são levadas para a África, são muitas vezes trocadas da forma de o traficante receber por uma jovem branca entre três e oito meninas negras. Algumas são levadas para a África por amigos sob promessa de uma viagem turística e acabam serem trocadas por uma penca de jovens ou adolescentes negras e trancadas em um prostíbulo.

### Oriente Médio
Para clientes muçulmanos alguns prostíbulos do Oriente Médio oferecem o serviço de um casamento temporário permitido no islã. O cliente casa-se com a prostituta de sua escolha antes do programa em uma cerimônia de meio minuto, e ao sair do prostíbulo assina uma carta de divórcio. Assim ele pode aproveitar-se da prostituta sem cair em pecado segundo as normas do islã. Tais prostitutas chamam-se, em inglês, "halal prostitutes" (prostituta halal).

### Bordéis militares
Até recentemente, em vários exércitos ao redor do mundo, bordéis móveis eram incorporados ao exército como unidades auxiliares, especialmente associadas a unidades de combate em missões prolongadas no exterior. Por ser um tema controverso, os bordéis militares e as mulheres que prestavam serviços sexuais nesses locais eram frequentemente designados com eufemismos criativos. Exemplos desse jargão incluem la boîte à bonbons ("a caixa de doces"), substituindo o termo "bordel militaire de campagne". A França utilizou bordéis móveis durante a Primeira Guerra Mundial, a Segunda Guerra Mundial e a Primeira Guerra da Indochina para fornecer serviços sexuais aos soldados franceses que estavam em combate em regiões onde os bordéis eram raros, como a linha de frente ou guarnições isoladas. Bordéis foram proibidos na França em 1946, mas a Legião Estrangeira Francesa continuou a utilizar bordéis móveis até o final da década de 1990.
Durante a Segunda Guerra Mundial, mulheres recrutadas em diversas partes do Extremo Oriente foram forçadas à escravidão sexual pelos exércitos de ocupação do Império do Japão em bordéis conhecidos como Ianjo. Essas mulheres eram chamadas de "mulheres de conforto" (kanji=慰安婦; hiragana=いあんふ; coreano=위안부). Durante a Segunda Guerra Mundial na Europa, a Alemanha Nazista criou bordéis militares onde cerca de 34.140 mulheres escravizadas da Europa ocupada pelos nazistas, especialmente da Polônia, foram forçadas a trabalhar como prostitutas nesses estabelecimentos.
Após a rendição do Japão no final da Segunda Guerra Mundial, o governo japonês formou a Recreation and Amusement Association e recrutou 55.000 de suas "mulheres patrióticas" para "sacrificar-se" perante as tropas de ocupação G.I., com o objetivo de proteger a castidade das mulheres japonesas "puras".
Na Coreia do Sul, mulheres que trabalhavam como prostitutas para as forças da ONU eram chamadas de Western princesses ("princesas ocidentais"). Entre as décadas de 1950 e 1960, 60% das prostitutas sul-coreanas trabalhavam perto das bases militares dos Estados Unidos. Desde meados da década de 1990, mulheres Filipinas passaram a trabalhar como prostitutas para os militares americanos na Coreia do Sul.

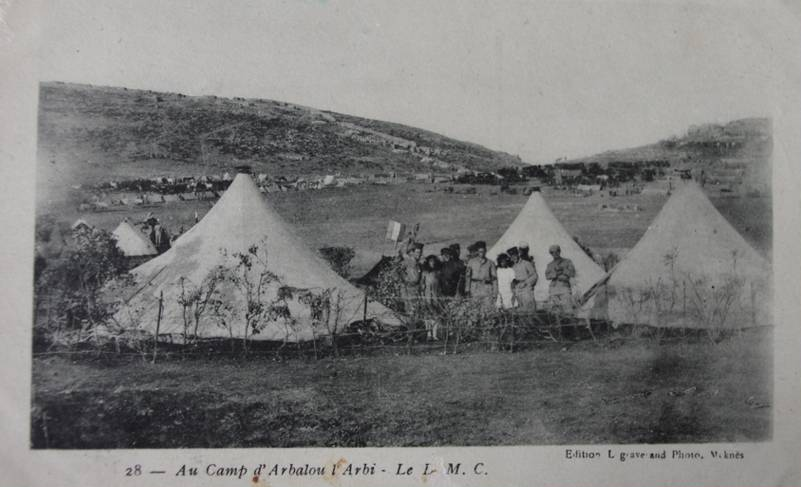
Um bordel militaire de campagne no Marrocos na década de 1920
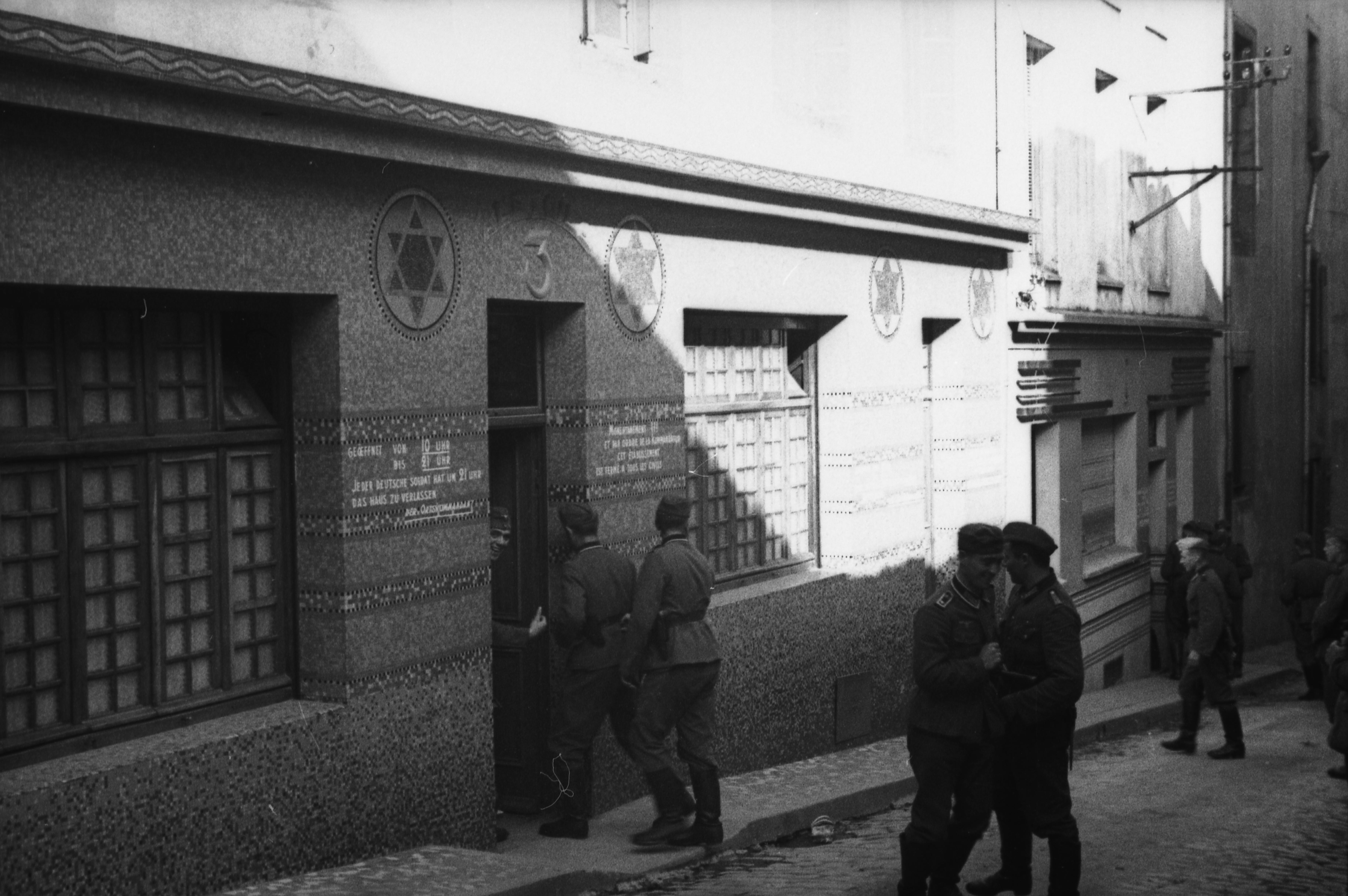
Soldados alemães entrando em um Soldatenbordell em Brest, França (1940). O edifício é uma antiga sinagoga.
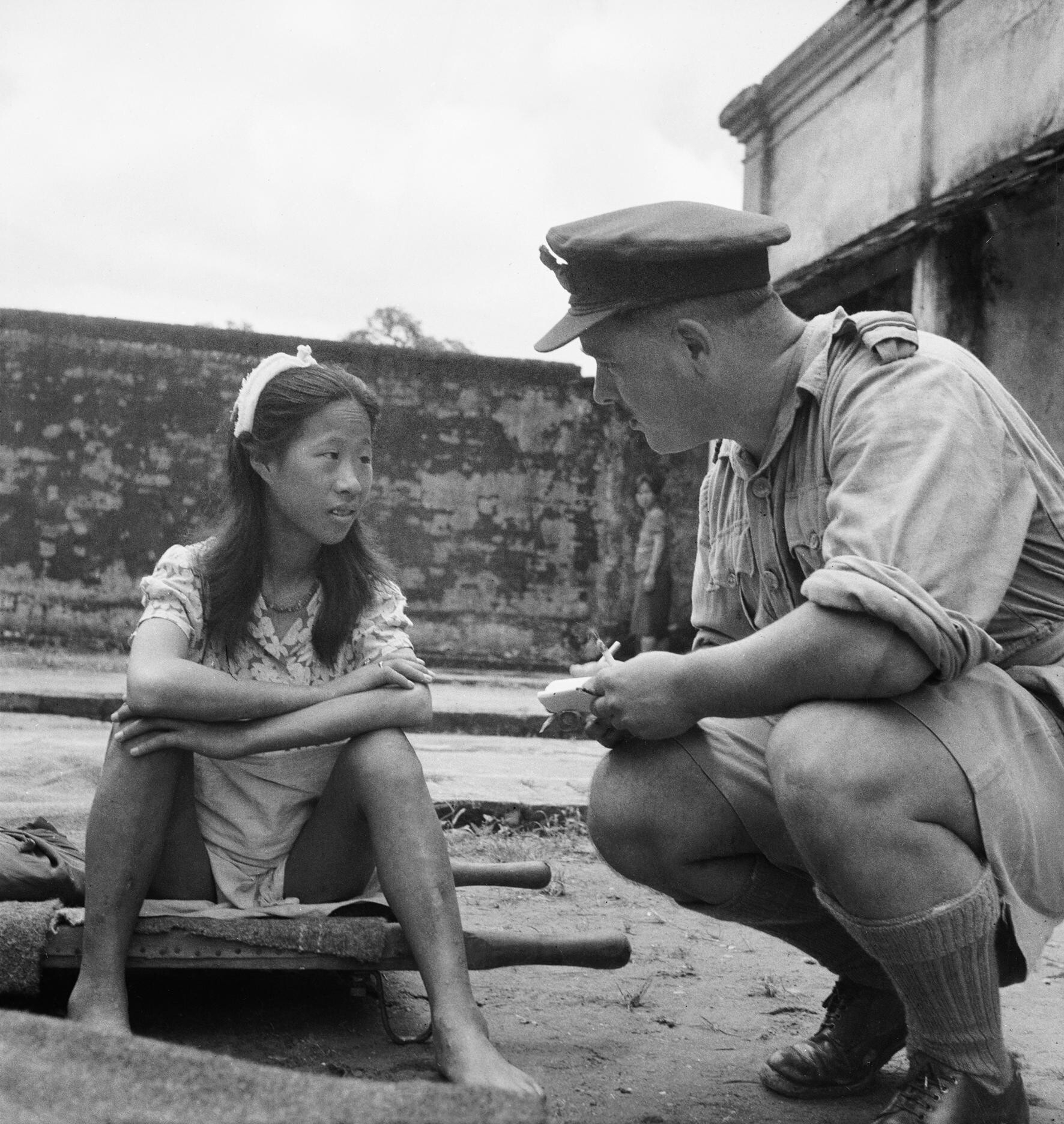
Uma jovem birmanesa de um dos "batalhões de conforto" do Exército Imperial Japonês é entrevistada por um oficial da Royal Air Force britânica em Rangoon após ser libertada em agosto de 1945.
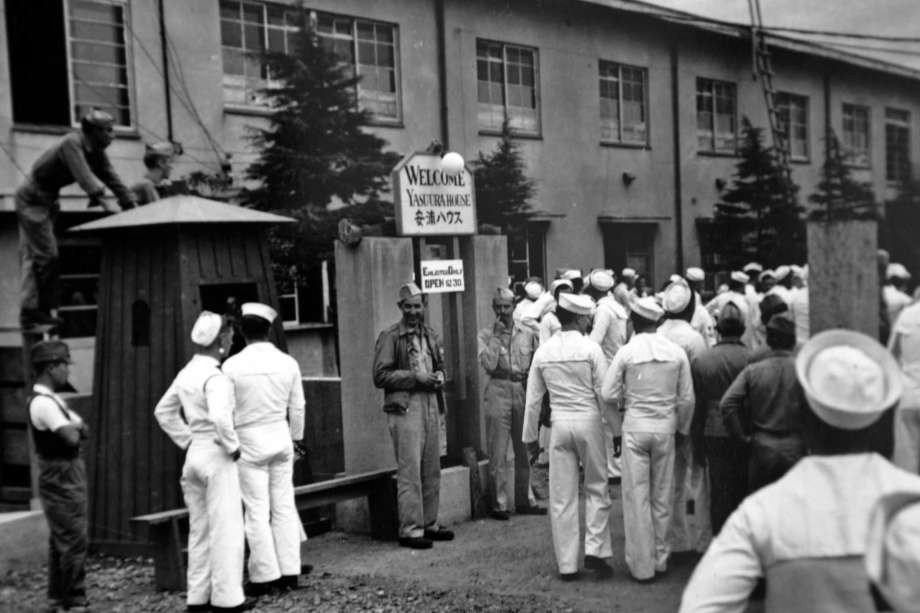
Militares dos EUA entrando na Recreation and Amusement Association durante a ocupação do Japão
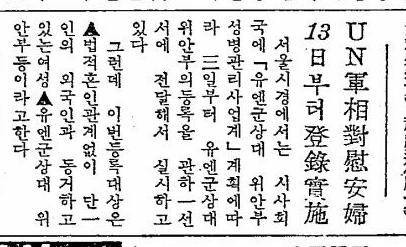
O registro das Western princesses na Coreia do Sul em 13 de setembro de 1961